# 小石川七人斬り事件
小石川七人斬り事件（こいしかわしちにんぎりじけん）は1915年（大正4年）3月15日、東京府東京市小石川区表町（現：東京都文京区小石川）にあった東京電燈（東京電力の前身）小石川出張所で、一家8人のうち幼児を除く7人が殺傷された事件。同年9月に犯人の男2人が逮捕され、10月に死刑判決が言い渡された。

## 事件の発覚
1915年3月15日の早朝、東京電燈小石川出張所を用務員が訪ねたところ、1階で4人の男性作業員が血だらけで倒れ、2階で出張所に住み込んでいた主任一家4人が血まみれで倒れていた。用務員の通報で、出張所前の富坂警察署の警部補・医師・刑事数人が現場に急行、東京地裁から予審判事・検事、警視庁から捜索係長らが駆け付け捜査にあたった。重症を負った被害者は病院に搬送されたが、作業員3名と主任の妻がその後亡くなり、現場で死亡していた作業員1名を含む計5名が命を落とした。

## 犯人
捜査は難航し、多くの参考人が取り調べを受けた末、9月12日に神田三崎町で飲食店を営む強盗前科数犯の大岩寅次郎（当時39歳）が逮捕された。大岩の自供から、共犯として土木作業員の香取彦次郎（当時38歳）が逮捕された。両者とも前科者で監獄で知り合い、巣鴨の東京電燈出張所で作業員の経験のある香取の話から、主任宅に金があると見ての犯行だった。自供によると、出張所の便所の窓から押し入り、薪割りと玄能で1階の作業員を殴打したのち、2階で一家を襲い、金庫を開けようとしたが失敗したため、奪った金時計を持って逃走した。

## 裁判
10月18日、東京地裁刑事第2号法廷（立石裁判長係）で公判が開かれ、傍聴人が殺到する中、検事は大岩・香取の両被告人に死刑を求刑。同月22日に再び公判が開かれ、裁判長は2人に死刑判決を言い渡した。その後、2人は1916年（大正5年）8月12日に死刑を執行されている。